# UVC Graz
UVC Graz ist ein Volleyballverein aus der Stadt Graz. Er spielt unter dem Namen UVC Holding Graz mit einem Frauen- und einem Männer-Team in der höchsten Liga Österreichs.

## Geschichte
Die Verantwortlichen von den zwei Volleyballvereinen, die in der 1. Bundesliga vertreten waren, der ATSE Graz Volleyball bei den Frauen unter dem Dachverband des ASKÖ und der VC Wesser Graz bei den Männern unter dem Dachverband des ASVÖ, beschlossen 2002 auf Initiative Siegfried Nagls zu einem einzigen Grazer Volleyballverein zu verschmelzen, der UVC Graz, der sich unter dem Dachverband der Union zusammenschloss, war geboren.

## Erfolge
- 1 × Österreichischer Herren-Meister: 2021[4]
- 1 × Österreichischer Frauen-Meister: 2018
- 2 × Österreichischer Herren-Cupsieger: 2019, 2020
- 2 × Österreichischer Frauen-Cupsieger: 2017, 2018